# Albert Groves (cầu thủ bóng đá, sinh năm 1883)
James Albert Groves (tháng 7 năm 1883 – sau 1909), hay Albert Groves, là một cầu thủ bóng đá người Anh có 118 lần ra sân ở Football League thi đấu cho Lincoln City, Sheffield United và Middlesbrough. Ông thi đấu ở vị trí hậu vệ. Ông bắt đầu sự nghiệp với đội bóng địa phương, South Bank of the Northern League, và sau đó thi đấu cho câu lạc bộ North Eastern League Wingate Albion. Vào tháng 2 năm 1905, ông từng thi đấu cho The North thử việc cho trận đấu quốc tế của Anh trước Ireland trong tháng đó, nhưng không được lựa chọn.